# أوتو فون غيريكه
أوتو فون غيريكه (بالألمانية: Otto von Guericke)، فيزيائي ألماني، (20 نوفمبر 1602 - 11 مايو 1686)، اشتهر بدراسته ضغط الهواء ، حيث صنع أول مضخة هوائية في أثناء محاولاته للحصول علي تفريغ وصمم نصفي كرة ماجدبورج لتوضيح تأثير ضغط الهواء وهما نصفا كرة من المعدن مثبتتان سويا ليكونا كرة وعندما يُفرغ الهواء من داخلها يقال إنها تحتاج إلى 16 حصاناً لتفصل نصفي الكرة . اخترع أيضاً ماكينة لتوليد الكهرباء.

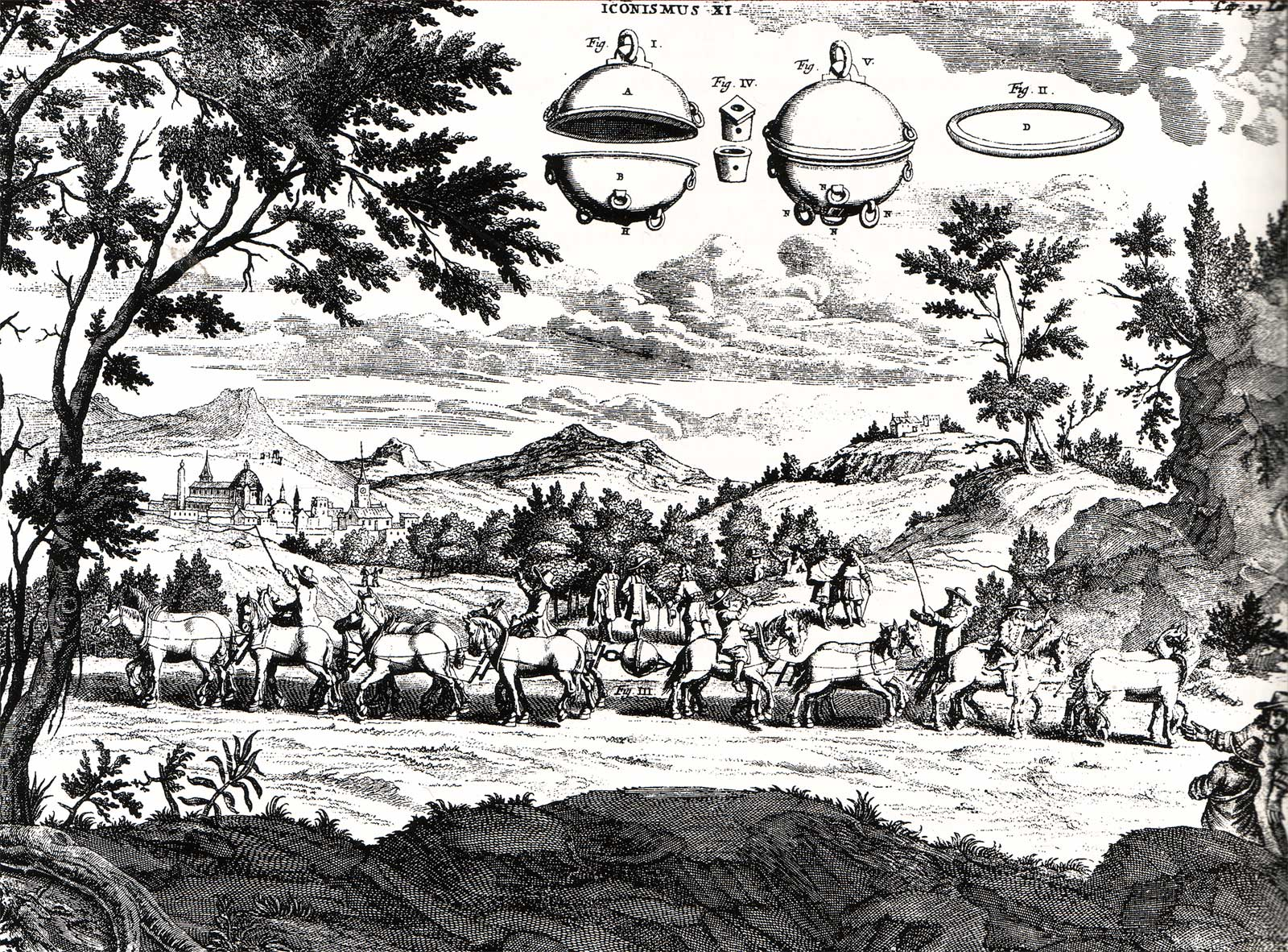
تجربة نصفي الكرة المفرغة سنة 1657.

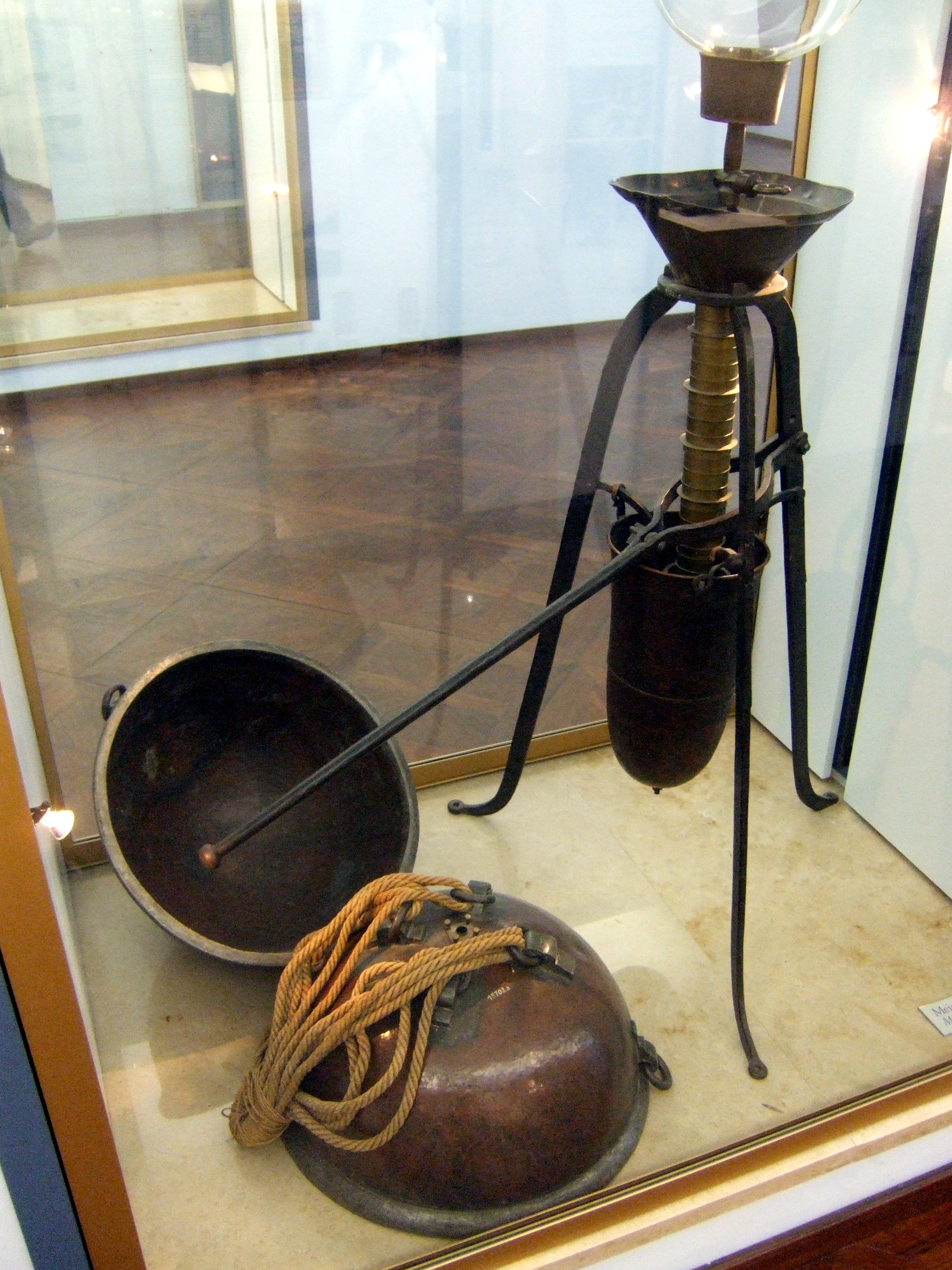
نصفي كرة أوتو فون غيريكه المستعملتين في التجربة، محفوظتان في متحف ميونيخ بألمانيا

## السيرة الذاتية

### النشأة وتعليمه
ولد أوتو فون غيريكه لعائلة أرستقراطية في ماغديبورغ، وتلقى تعليمًا منزليًا حتى سن الخامسة عشر. في عام 1617 بدأ بدراسة القانون والفلسفة في جامعة لايبزك، وفي عام 1620 تعطلت دراسته في لايبزك بسبب وفاة والده. عاد لفترة وجيزة إلى المنزل قبل مواصلة دراسته في جامعة هلمستيدت، وجامعة ينا، وجامعة لايدن التي بدأ فيها لأول مرة حضور مباحث في الرياضيات والفيزياء وهندسة التحصينات. اختتم تعليمه من خلال جولة لمدة تسعة أشهر إلى فرنسا وإنجلترا.

### عائلته
عند عودته إلى ماغديبورغ في عام 1626، تزوج من مارغريت أليمان، ورُزقا بثلاثة أطفال قبل وفاتها في عام 1645 هم: آنا كاثرين، وهانس أوتو، وجاكوب كريستوفر. توفيت آنا كاثرين وجاكوب كريستوفر في طفولتهما، ثم تزوج فون جيريك لاحقًا من دوروثا لينتك في عام 1652.

### الحياة السياسية
بدأت مسيرة أوتو فون غيريكه السياسية بعد عودته إلى ماغديبورغ في عام 1626. كان هو وأسرته متعلمين ومعروفين؛ كان والده وجده محافظ المدينة، وهذا أدى إلى تعيين فون غيريكه عضوًا في مجلس بلدية ماغديبورغ. وأُجبر على الفرار من ماغديبورغ خلال نهب الإمبراطورية الرومانية المقدسة للمدينة خلال حرب الثلاثين عامًا، هلك في الاجتياح أربعة أخماس سكان المدينة. دمر هذا الهجوم معظم المدينة فضلًا عن ثروة فون غيريكه الشخصية. عاد فون جيريك إلى ماغديبورغ في عام 1631 وبسبب خلفيته الهندسية؛ قاد عملية إعادة بناء المدينة.
بعد إعادة البناء، أصبح منتِج جعة رئيسي لإعادة بناء ثروته وثروة المدينة. في عام 1646 انتُخب عمدة لمدينة ماغديبورغ، وبقي في هذا المنصب لأكثر من ثلاثين عامًا حتى تقاعده من منصبه في عام 1678، بعد الكثير من الضغط من السياسيين الشباب. ذهب في العديد من البعثات الدبلوماسية خلال فترة وجوده في منصبه، والتقى بالعديد من الملوك والأباطرة. في عام 1666 منح الإمبراطور ليوبولد الأول أوتو فون غيريكه مكانة أرستقراطية، حيث أعطاه لقب «فون».

### المساعي الدبلوماسية
استخدم أوتو فون غيريكه كلًا من مكانته السياسية، ومعرفته العلمية جنبًا إلى جنب لتحقيق مكاسب سياسية لمدينته. استخدم شروحًا لاختراعاته مثل مضخة الهواء، ومولد الكهرباء الساكنة لإقناع جماهيره والسماح بتوسيع علاقاته السياسية. لم يشرح في كثير من الأحيان بشكل علمي وهذا نجح في دفع الناس للاعتقاد بسحره، وتعزيز مكانته كقائد عظيم. كانت أول مهمة دبلوماسية له باسم المدينة، في سبتمبر 1642 أمام محكمة «انتخابية ساكسونيا» في درسدن سعيًا إلى التخفيف من حدة القسوة التي تعامل بها القائد العسكري الساكسوني مع ماغدبورغ. في عام 1648 مثّل المدينة في وفود المعاهدة عقب نهاية حرب الثلاثين عامًا.
خلال مهمة دبلوماسية أخرى إلى ريغنسبورغ في عام 1654 استخدم غيريكه اختراعه لمضخة الهواء لإقناع أولئك الذين كان يقابلهم ولمساعدته في تحييد الاجتماعات لصالحه، وكذلك لتعزيز تطوراته العلمية. كانت البعثات الدبلوماسية في كثير من الأحيان خطيرة أيضًا مملة، وشغلت الكثير من وقته على مدى السنوات العشرين القادمة من عمره. لا زالت حياته العلمية غير واضحة، لكنها كانت تتطور بلا نظير.

### التحقيقات العلمية الأولية
بدأ فون غيريكه بتكرار ظواهر على الأرض مستوحاة من نظرية مركزية الشمس لكوبرنيكوس، وفكرة الفضاء الشاسع الذي لا نهاية له، حيث يمكن أن ينتشر الضوء وتتحرك الأجسام دون عوائق، وحيث لا يمكن اكتشاف الصوت. بدأ فون غيريكه أولًا بدراسة مفهوم الفراغ من خلال استخدام مضخات الحريق عن طريق ضخ المياه من براميل خشبية. وسرعان ما اكتشف أن مسامية الأخشاب كانت تسمح بدخول الماء غير المرغوب فيه، المملوء بالهواء المذاب. كانت تقلبات الضغط التي اختُبرت داخل البرميل تسمح للهواء المحصور بالخروج مفسدًا الفراغ في الداخل. في عام 1647 حوّل تركيزه إلى ضخ هواء بدلًا من الماء لحل هذه المشكلة.

### دمج العلم بالسياسة
تقاطعت مساعيه العلمية والدبلوماسية أخيرًا عندما تمت دعوته للبرلمان الإمبراطوري في ريغنسبورغ في عام 1654 لشرح تجاربه على الفراغ من قِبل كبار الشخصيات في الإمبراطورية الرومانية المقدسة. اشترى المطران يوهان فيليب فون شونبورن اشترى جهاز فون غيريكه، وأرسله إلى كليته اليسوعية في فورتسبورغ. دخل جاسبار شوت -أحد الأساتذة في الكلية- في مراسلات ودية معه، وأدى ذلك لنشر أول عمل لفون غيريكه في عمر الـ(55) عامًا كملحق لكتاب شوت (علم الميكانيكا الهيدروليكية) والذي نُشر في عام 1657. لفتَ هذا الكتاب انتباه روبرت وليام بويل الذي حفزه للقيام بتجارب خاصة على ضغط الهواء، والفراغ، وفي عام 1660 نشر تجربة فيزيائية - ميكانيكية (touching the Spring of Air and its Effects). تُرجم هذا العمل إلى اللغة اللاتينية في العام التالي، وتم إطلاعه على ذلك بالمراسلة مع شوت، وحصل فون غيريكه على نسخة.
فون غيريكه في العقد التالي لنشر أولى أعماله الخاصة؛ كان فون جيريك بالإضافة إلى التزاماته الدبلوماسية والإدارية؛ نشطًا من الناحية العلمية. شرع في تأليف الرائعة الأدبية -Ottonis de Guericke Experimenta Nova (ut vocantur) Magdeburgica de Vacuo Spatio-
التي تحتوي -بالإضافة إلى سردٍ تفصيلي لتجاربه على الفراغ- على تجاربه الإلكتروستاتيكية التي أظهر فيها التنافر الإلكتروستاتيكي لأول مرة، ويوضح وجهة نظره القائمة على أساس لاهوتي حول طبيعة الفضاء. ولكن هناك أيضًا حجج معاصرة مفادها أنه لم يصف هذه الشروحات بأنها كهربائية. يدعي في التمهيد أنه أنهى الكتاب في 14 مارس 1663 على الرغم من تأخر النشر لمدة تسع سنوات أخرى حتى عام 1672. وفي 1664 ظهر عمله مرة أخرى مطبوعًا بفضل شوت. القسم الأول من كتابه (Technica Curiosa)، بعنوان "Mirabilia Magdeburgica"، كان مكرسًا لأعمال فون غيريكه. وأول إشارة إلى تجربة بالون ماغديبورغ المشهور في الصفحة (39) من كتاب تكنيكا كوريوسا، حيث يلاحظ شوت أن فون غيريكه ذكرها في رسالة مؤرخة في 22 يوليو 1656. يقتبس شوت من رسالة لاحقة لفون غيريكه بتاريخ 4 أغسطس 1657، حيث صرح فيها أنه قد أجرى التجربة الآن، بتكلفة معتبرة مع 12 حصانًا.
شهدت الستينيات من ذلك القرن الانهيار النهائي لهدف ماغديبورغ، الذي كرس فيه فون غيريكه نحو 20 عامًا من الجهد الدبلوماسي لتحقيق حكم ذاتي للمدينة داخل الإمبراطورية الرومانية المقدسة. كان أول من وقّع على معاهدة كلوستربيرج عام (1666) نيابة عن ماغديبورغ، حيث قبلت ماغديبورغ قوات براندنبيرغ الحامية والالتزام بدفع المستحقات للناخب الكبير فريدرش فيلهلم الأول ناخب براندنبورغ ودوق روسيا. ظلت العلاقة الشخصية بين فون غيريكه وفريدريش فيلهلم دافئة على الرغم من سحق الناخب لطموحات ماغديبورغ السياسية، وكان الناخب الكبير راعيًا للمنحة العلمية، حيث وظف نجل فون غيريكه، هانز أوتو، كمندوب له في هامبورغ، وفي عام 1666 عين أوتو في حكومة براندنبورغ المحلية. وعندما نُشرت Experimenta Nova أخيرًا قام غيريكه بكتابة إهداء للكتاب بتفانٍ لفريدريك فيلهلم.

### في السنوات الأخيرة
سُمح لفون غيريكه في عام 1677 -بعد طلبات متكررة- على مضض بالتنحي من مسؤولياته تجاه المدنية. وفي يناير عام 1681، انتقل هو وزوجته الثانية دوروثا إلى منزل ابنه هانز أوتو في هامبورغ كإجراء احترازي ضد الطاعون الذي تفشّى في ماغديبورغ. توفي هناك بسلام في 11 مايو 1686، أي بعد 55 عامًا من اليوم الذي فر فيه عام 1631. وأعيدت جثته إلى ماغديبورغ ليدفن في أولريسكيرتش في 23 مايو، وسميت جامعة أوتو فون جيريك ماغديبورغ باسمه.

### أعمال مهمّة
لا يوجد سوى ثلاثة مصادر معاصرة مهمة تصف أعمال فون غريكك العلمية – كتاب شوت (Ottonis de Guericke Experimenta Nova (ut vocantur) Magdeburgica de Vacuo Spatio) لعام 1657 و1664 وكتابه (Experimenta Nova) لعام 1672. ويمكن تقسيم اهتماماته العلمية إلى ثلاثة مجالات، يخصص لكل منها كتاب من Experimenta Nova على النحو التالي:
• الكتاب الثاني: طبيعة الفضاء وإمكانية الفراغ
• الكتاب الثالث: العمل التجريبي على إنتاج الفراغ، وضغط الهواء، والغلاف الجوي للأرض.
• الكتاب الرابع: التحقيق في الطاقة الكونية الكامنة.

## روابط خارجية
- أوتو فون غيريكه على موقع الموسوعة البريطانية (الإنجليزية)